# الجمهوريانية في هولندا

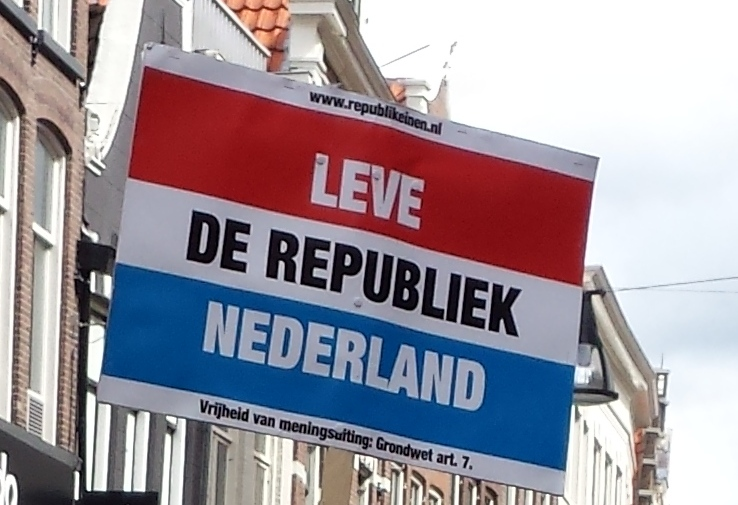

الجمهوريانية في هولندا هي حركة تكافح لإلغاء الملكية في هولندا واستبدالها بالنظام الجمهوري. يُعتقد أن شعبية منظمي حركة الجمهوريانية الساعية لإلغاء الملكية ليست سوى أقلية بالنسبة للشعب الهولندي، وذلك وفقًا لاستطلاعات الرأي (بناءً على استطلاع للآراء من عام 2014، كانت نسبة المؤيدين 21%). في المقابل، هناك دعم سياسي وشعبي في هولندا للمطالب الهادفة إلى تقليص السلطات السياسية للعائلة الملكية والإعانات التي تحصل عليها.

## الاصطلاح
عند مناقشة أشكال الحكومة، من الشائع الإشارة إلى بعض «النماذج»، بناءً على دستور تلك البلدان:
- النموذج الإسباني: الملكية الدستورية ويحصل الملك فيها على سلطة سياسية محدودة.[2][3]
- النموذج السويدي: ملكية دستورية للملك فيها دور شرفي فقط.
- النموذج الألماني: جمهورية برلمانية ينتخب البرلمان فيها الرئيس، الذي يترأس بدوره الدولة لكن لا يملك الكثير من السلطة، وقد لا يملك سلطة على الإطلاق.[4]
- النموذج الأمريكي: جمهورية رئاسية ينتخب فيها الشعب رئيسه، ويترأس فيها الرئيس الدولة والحكومة.
- النموذج الفرنسي: جمهورية شبه رئاسية ينتخب فيها الشعب رئيسه بشكل مباشر، ويتشارك الرئيس سلطته مع رئيس الوزراء.[5]

## تطورات تاريخية

### 1581–1795: الجمهورية الهولندية

#### تأسيس الجمهورية
برزت هولندا بصفتها دولة مستقلة خلال حرب الثمانين عامًا (أو حرب الاستقلال الهولندية)، وأعلنت هولندا استقلالها عن الإمبراطورية الإسبانية عام 1581. باءت محاولات إيجاد وريث لترأس الدولة بالفشل، لذا أعلنت البلاد عن تأسيس جمهورية هولندا عام 1588. على أي حال، لم تحقق الحرب في بدايتها استقلالًا سياسيًا ولم تستطع هولندا تأسيس الجمهورية، وهو الهدف الأساسي للحرب، ولم تُستثنَ منها الأراضي المنخفضة الجنوبية. فبدلًا من ذلك، أدى فشل نظام آل هابسبورغ في التعامل الصحيح مع الاضطرابات الدينية والاجتماعية والسياسية (والتي بلغت ذروتها في فلانديرز وبرابنت) إلى وضع لا يمكن إصلاحه. جاءت النتيجة بشكل ارتجالي وغير مقصود، وعلى هيئة جمهورية مستقلة هيمنت عليها الكالفينية في الأراضي المنخفضة الشمالية، وعارضت استمرار الهيمنة الكاثوليكية الإسبانية الملكية على الأراضي المنخفضة الجنوبية. تزامنًا مع تقدم الحرب، لعبت عائلة أوراني–ناساو دورًا متزايد الأهمية، واستطاع أفرادها شغل جميع مناصب الحاكم العام (ستاتهاودر) والمناصب القيادية العسكرية في الجمهورية الهولندية بحلول عام 1590. برزت خلافات بين آل أوراني، الذين تمكنوا من بناء سلالة ذات طموحات ملكية، وبين حزب الولايات الهولندية، وهو تحالف فضفاض يجمع فصائل تفضل النظام الجمهوري، وتحديدًا الشكل الأوليغارشي للحكومة في أغلب الأحيان. استمر هذا الخلاف بين الطرفين خلال القرنين السابع عشر والثامن عشر.

#### اللوفيستاينيين والتنوير
في عام 1610، كتب القاضي هوغو غروتيوس (1583–1645) مؤلفًا بعنوان عن العصور القديمة للجمهورية الباتافية، وسعى من خلاله إلى تبيان أن جمهوريات هولندا كانت مستقلة (حتى منذ عصر الجمهورية الباتافية)، وبإمكانها تعيين الأمير أو التخلص منه حينما يرغب مواطنوها. كان الهدف الرئيس للعمل السابق تبرير التمرد ضد الإمبراطورية الإسبانية، وتبيان الوجود المستقل لجمهورية هولندا الناشئة.
يتفق المؤرخون في العصر الحديث مع الفكرة السابقة، فمنذ تولي فريدريك هنري أمير أوراني منصب الحاكم العام (1625–1647)، سعى أمراء أوراني إلى تحويل الجمهورية الهولندية إلى ملكية من جديد تحت حكم ابن فريدريك هنري ووريثه، الستاتهاودر فيليم الثاني أمير أوراني، ما أدى إلى بروز جماعة لوفيستاين التي تزعمها يوهان دي فيت، والتي سعت بدورها إلى تأسيس جمهورية بدون أوراني. وبالفعل، بعدما فشل فيليم الثاني في الاستحواذ كليًا على السلطة ووفاته بشكل مفاجئ، قررت مقاطعات هولاند* وزيلاند وأوترخت وغيلدرز وأوفيرايسل عدم تعيين ستاتهاودر جديد، فبدأت بذلك الفترة الأولى لغياب الستاتهاودر (1650–1672/5( في خمس مقاطعات من أصل 7 مقاطعات متحدة. فوق ذلك، وعقب هزيمة جمهورية هولندا على يد الكومنولث الإنجليزي في الحرب الأنجلو–هولندية الأولى (1652–1654)، اضطرت ولايات هولاند التي تزعمها يوهان دي فيت إلى توقيع قانون الانعزال، ما يعني أن فيليم الثالث، وهو ابن فيليم الثاني من آل أوراني، لن يشغل منصب الحاكم العام على هولاند. واجهت شرعية الحاجة إلى إنشاء منصب الستاتهاودر الغريب شكوكًا، وحُجم دورها كذلك، تحديدًا عندما أصبح من الواضح أن آل أوراني يسعون للتناوب على هذا المنصب بالوراثة، وأظهروا استعدادهم لاستخدام العنف والجيش من أجل استحكام سلطة الستاتهاودر.
كان بيتر دي لا كورت (1618–1685) أشهر المؤلفين اللوفيستاينين وأكثرهم جرأة، وهو من رفض الملكية في سبيل إقامة حكومة جمهورية في الكثير من كتاباته. في مقدمة مصالح هولاند (1662)، كتب دي لا كورت: «لن يشهد سكان هولاند شرًا أكثر خطورة من وقوعها تحت حكم ملك أو لورد أو زعيم: و(...) على النقيض من ذلك، لن يهب الرب نعمة لهذا البلد، مبنية على هذه الأساسات، أشد عظمة من تأسيس جمهورية حرة أو حكومة دولة».
وصف الفيلسوف باروخ سبينوزا (1632–1677)، وهو الذي اقتبس في كثير من الأحيان عن أعمال دي لا كورت، كيف تعمل الدولة المثالية، وهي الجمهورية الديموقراطية، وذلك في عمله غير المنهي بعنوان تراكتاتوس بوليتيكوس (1677). وفقًا لسبينوزا، لدى الملوك ميل طبيعي نحو السعي وراء مصالحهم الشخصية، وإيداع حصص كبيرة من السلطة في يد موثوقيهم (الذين يفتقدون التفويض الرسمي، لكنهم يحكمون بلدهم بحكم الواقع في أغلب الأحيان إذا كان الملك ضعيفًا). ينتمي أغلب هؤلاء الموثوقين إلى طبقة النبلاء، ما يجعل من وضع الحكم في البلد أرستقراطيًا بدلًا من كونه ملكيًا بشكل فعلي. أفضل أشكال الملكيات هي شبه الملكية، وهي جمهورية ملكية يملك فيها الأمراء أقل سلطة ممكنة. يقترح سبينوزا إيجاد مجلس الدولة، الذي ينتخبه المواطنون، لاتخاذ أكثر القرارات أهمية، واستبدال جيوش المرتزقة القتلة والمخربين والموالين للملك بجيش مجند من المواطنين وغير مدفوع الأجر كي يدافع عن بلده ويحفظه. إذا كان هذا المجلس كبيرًا ويحوي عددًا كافيًا من النواب، لن تصوت الأغلبية لصالح الحرب، والسبب هو البؤس والدمار والضرائب المرتفعة التي ستجلبها الحرب. طالب باستور والفيلسوف فريدريك فان لينهوف (1647–1715)، والأخير أُعجب سرًا بأفكار سبينوزا المثيرة للجدل، بشكل من أشكال جمهورية الجدارة –ولو على هيئة تلميح– في مؤلف واعظ الملك سليمان والمجوس الثلاثة (1700)، لكنهما رفضا الملكية («بلا أدنى شك، أكثر أشكال ]الحكم[ اختلالًا») والأرستقراطية. اعتبرا الخلافة بالتوريث عديمة الجدوى: فالمنطق والاستدلال وحدهما ما يوفر الشرعية، والسيادة الحقيقية تصب في الصالح العام للمجتمع. يجب إلغاء جيوش الملوك المرتزقة والعاملة، مخافة أن يستخدمها الملك لقمع رعيته، وبدلًا من ذلك، على الدولة تدريب مواطنيها وإنشاء ميليشيا قادرة على الدفاع عن الصالح العام.